# Site AP

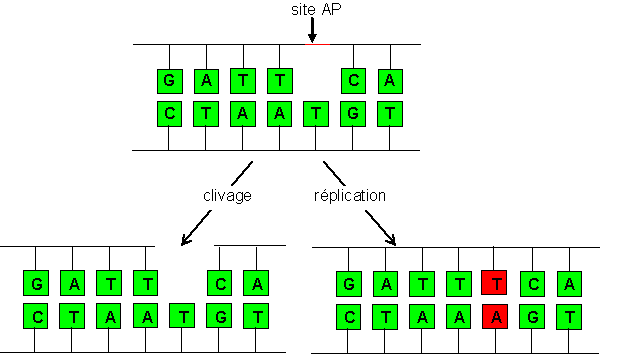
Un site AP est un emplacement de l'ADN où la base (normalement attachée) est manquante. En l'absence de réparation, ils peuvent mener à une rupture simple brin. Lors de la réplication, ils mènent très souvent à une mutation.

Un site AP (site apurinique/apyrimidique), ou site abasique, est un emplacement de l'ADN où la base (purine ou pyrimidine) est manquante. En termes de séquence génétique, c'est donc un site « vacant ».

## Origines

Génération d'un site AP par l'action de l'uracile-ADN glycosylase sur de l'ADN contenant un désoxyuracile (dU). Cette réaction est la première étape du processus de réparation par excision de base.

Les sites AP apparaissent spontanément par dépurination ou plus rarement par dépyrimidination (hydrolyse). Cette réaction se produit de manière fréquente dans des conditions physiologiques et constitue une menace pour l'intégrité du génome : chez les mammifères, par exemple, la formation spontanée de sites abasiques se produit au rythme d'environ 10 000 par jour et par cellule. Dans chaque cellule, on en trouve en permanence entre 50 000 et 200 000, ce taux variant d'un tissu à l'autre,.
Les sites AP constituent également le premier stade de la réparation par excision de base (BER, base excision repair) de l'ADN. Dans ce processus, une enzyme spécialisée (une ADN glycosylase) identifie un type donné de base endommagée et clive le lien N-glycosidique pour exciser la base: le site abasique ainsi créé est ensuite réparé par d'autres enzymes pour reconstituer la séquence génétique initiale.

## Réparation
Normalement, les sites abasiques isolés sont réparés via l'action successive des enzymes du système BER (principalement endonucléase AP, ADN polymérase β, puis ADN ligase).
Les sites AP peuvent également apparaître à la suite d'une irradiation. Dans ce cas on observe souvent des "grappes", c'est-à-dire plusieurs sites AP localisés côte-à-côte. Ces grappes sont très difficiles à réparer, et peuvent persister pendant plusieurs jours.

## Effets délétères
En l'absence de réparation, les sites AP évoluent en quelques jours vers une rupture simple brin de l'ADN  (effet clastogène).
Les sites AP ont par ailleurs un très fort effet mutagène : au moment de la réplication, les ADN polymérases n'ont aucun moyen de déterminer quelle base placer en face de ces sites vacants, et vont "choisir" une base arbitrairement. Le plus souvent, les polymérases vont insérer préférentiellement une adénine (la "règle du A"), de sorte que le site abasique sera remplacé par une thymine,.
Enfin,il semble qu'un site AP puisse dans certaines conditions engendrer un pontage covalent inter-brin (en anglais, (en) DNA interstrand cross-link), ce qui pourrait mener à la mort de la cellule (effet cytotoxique).